# Øyvind Dahl
Øyvind Dahl (* 12. Mai 1951 in Oslo) ist ein ehemaliger norwegischer Langstreckenläufer.
Er belegte bei den Leichtathletik-Europameisterschaften 1978 in Prag den 15. Platz im 10.000-Meter-Lauf. Im Marathonlauf wurde er bei den Leichtathletik-Europameisterschaften 1982 in Athen Neunter. Über dieselbe Distanz erreichte er bei den Leichtathletik-Weltmeisterschaften 1983 in Helsinki den 26. Platz und bei den Olympischen Spielen 1984 in Los Angeles den 33. Platz.
Daneben war Dahl vor allem auf der Halbmarathondistanz erfolgreich. Er gewann von 1979 bis 1981 dreimal in Folge den City – Pier – City Loop in Den Haag sowie 1984 den Great North Run.
Øyvind Dahl ist 1,81 m groß und hatte ein Wettkampfgewicht von 64 kg. Der norwegische Meister von 1981 im 10.000-Meter-Lauf und im 25-km-Straßenlauf startete für Idrottslaget i Bondeungdomslaget i Oslo.

## Bestleistungen
- 5000 m: 13:34,9 min, 3. August 1978, Oslo
- 10.000 m: 28:32,5 min, 13. August 1978, Steinkjer
- Halbmarathon: 1:02:46 h, 30. März 1980, Den Haag
- Marathon: 2:11:40 h, 3. Mai 1980, Karl-Marx-Stadt